# Birthdeath Experience
Birthdeath Experience är ett album med gruppen Whitehouse, utgivet 1980.

## Låtlista
1. On Top (6:04)
2. Mindphaser (6:05)
3. Rock And Roll (6:07)
4. Coitus (5:09)
5. The Second Coming (6:05)
6. Birthdeath Experience (3:29)